# Opperschöner Kanne

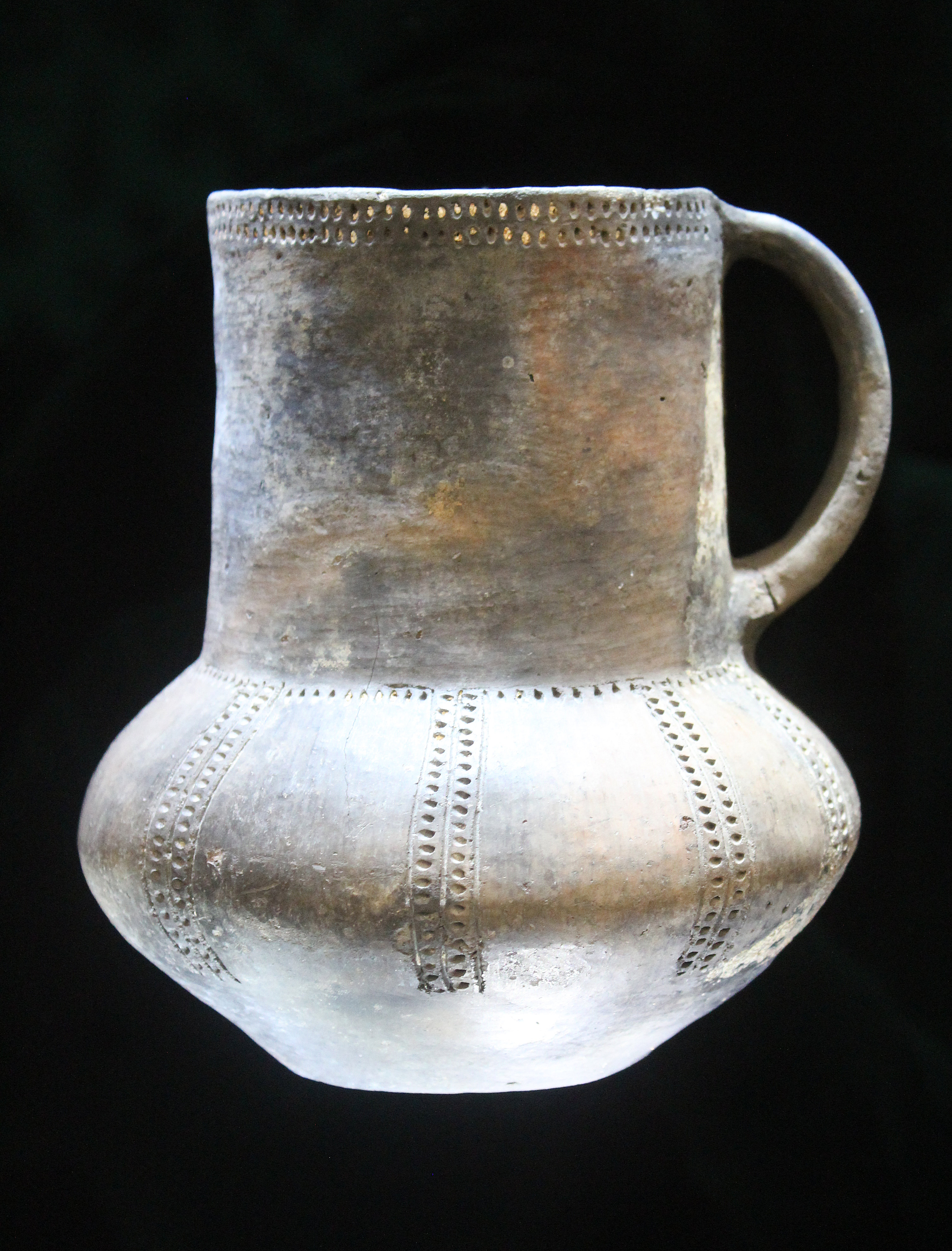
Kanne von Braschwitz (Landesmuseum für Vorgeschichte Halle)

Als Opperschöner Kanne oder auch Kanne vom Opperschöner Typ bezeichnet die mitteldeutsche Prähistorik die keramische Leitform der Salzmünder Kultur. 
Die Kannen der Salzmünder Kultur weisen eine geritzte und gestochene Verzierung auf dem Kannenhals sowie der Kannenschulter auf, zumeist in Form von senkrechten Leiterbändern und Rillen. Charakteristisch ist eine Schulterverzierung, die sich über den Schulter-Bauch-Knick hinaus bis auf das Gefäßunterteil zieht, dazu gehört stets eine randbegleitende Verzierung.
Opperschöner Kannen werden in verschiedene Typen unterschieden, zum Beispiel in die Opperschöner Kanne vom Typ Brachwitz.
Kannen vom Opperschöner Typ kommen mit einem oder mit zwei Henkeln vor.